# André Brenet
Pour les articles homonymes, voir Brenet.
André Brenet né vers 1734 à Paris et mort après février 1792 est un sculpteur français, lauréat du prix de Rome de sculpture en 1752.

## Biographie
André Brenet est le frère du peintre Nicolas Guy Brenet (1718-1792).
Élève de Michel-Ange Slodtz, André Brenet remporte le premier grand prix de Rome en 1752 avec Réconciliation de David et d'Absalon.
En septembre 1756, il reçoit son brevet de pensionnaire de l’Académie de France à Rome en même temps que son frère, en qualité d’élève peintre, qui l’accompagna lors de son séjour au palais Mancini du 22 novembre 1756 au 25 décembre 1762.
En 1769, il devient membre de l’Académie de Saint-Luc, où il est nommé professeur.
En février 1792, il était présent à l’enterrement de son frère ainé, Nicolas Guy.

## Œuvres dans les collections publiques
- Choisel, église Saint-Jean-Baptiste : retable, 1768, d'après une gravure de Cornelis Cort de 1575. Il représente le baptême du Christ par Saint-Jean-Baptiste devant un Gloire en stuc doré. Classé monument historique le 9 janvier 2009[1],[2].
- Paris, musée du Louvre : Apollon et les Arts, 1774, bas-relief en marbre, provient probablement de l’hôtel de Clapiers-Cabris à Grasse ; il a été offert par la Société des amis du Louvre en 2007[3].